# My Own Love Song
My Own Love Song is een Amerikaanse dramafilm uit 2010.

## Rolverdeling
| Acteur          | Personage  |
| --------------- | ---------- |
| Renée Zellweger | Jane Wyatt |
| Forest Whitaker | Joey       |
| Madeline Zima   | Billie     |
| Nick Nolte      | Caldwell   |
| Jay Patterson   |            |
| Andrea Powell   |            |
| Elias Koteas    |            |
| Lara Grice      |            |
| Michael Harding |            |
| Del Pentecost   |            |